# Acqua deareata
Con il termine acqua deareata si intende acqua sottoposta ad un processo di degasaggio, che consiste essenzialmente nella rimozione dei gas disciolti. L'acqua deareata, se esposta all'aria, tende lentamente a riassorbire i gas atmosferici di cui è stata privata; deve quindi essere conservata in contenitori inerti e sottovuoto per mantenere la purezza. L'acqua deareata è per definizione priva di sostanze gassose disciolte, ma non necessariamente priva di sostanze di altra natura, come ioni o composti idrosolubili. Studi condotti presso l'Università Nazionale Australiana di Canberra hanno dimostrato che il degasaggio dell'acqua ne migliora significativamente le proprietà di conduttore elettrico, sia che si tratti di acqua pura che di acqua contenente elettroliti. L'acqua deareata inoltre risulta essere un ottimo detergente.